# Villard-de-Lans
Villard-de-Lans är en kommun i departementet Isère i regionen Auvergne-Rhône-Alpes i sydöstra Frankrike. Kommunen ligger i kantonen Villard-de-Lans som tillhör arrondissementet Grenoble. År 2022 hade Villard-de-Lans 4 365 invånare.

## Befolkningsutveckling
Antalet invånare i kommunen Villard-de-Lans
Referens:INSEE